# František Kašička
František Kašička (6. března 1935 Dolní Počernice – 2. června 2024 Praha) byl český inženýr architekt, historik architektury a stavebních památek, specialista na stavebně historické průzkumy a rehabilitaci památkových objektů v Čechách, vysokoškolský pedagog a dlouholetý člen externí Komise Ministerstva kultury při Odboru památkové péče.

## Život
Základní školu absolvoval v Praze – Kyjích, gymnázium v Karlíně a po té vystudoval architekturu a pozemní stavitelství na ČVUT v Praze. V letech 1960–1990 pracoval ve Státním ústavu pro rekonstrukce památkových měst a objektů v Praze na pasportizaci stavebních památek, nejprve pod vedením Dobroslava Líbala a v kolektivu s Miladou Vilímkovou, Lubošem Lancingerem a dalšími.
Externě na stavebně historických průzkumech často spolupracoval s Bořivojem Nechvátalem, jak v Praze na Vyšehradě, tak v jižních Čechách, nejprve na Strakonicku. V roce 1964 se oba sešli po Nechvátalově objevu pohřebiště a osady v Radomyšli u Strakonic, kde Kašička postupně zdokumentoval kostel sv. Martina, zrekonstruoval johanitskou kurii a posléze i urbanismus celého městečka.
V letech 1978–2012 pravidelně přispíval do sborníků Archaeologia historica, Staletá Praha, Královský Vyšehrad, do časopisů Památková péče, Památky a příroda, a dalších.
V letech 2001–2015 přednášel jako pedagog na Filozofické fakultě Západočeské univerzity v Plzni.